# 185101 Balearicuni
185101 Balearicuni è un asteroide della fascia principale. Scoperto nel 2006, presenta un'orbita caratterizzata da un semiasse maggiore pari a 2,6936875 au e da un'eccentricità di 0,0878851, inclinata di 1,10529° rispetto all'eclittica.